# 寺本央輔
寺本 央輔（てらもと おうすけ、1976年（昭和51年）8月7日 - ）は、石川県金沢市出身の日本の詩人。画家。主に、油絵 アクリル 油性ペン。詩人会「独評」同人　在籍。

## 略歴
1976年石川県金沢市出身。
両親の影響で中学より詩集を始める。父は2005年 散文「卯辰」で母は1992年 詩集「枇杷の葉の下」で泉鏡花金沢市民文学賞を受賞している。
1999年の絵画個展をきっかけに本格的に絵画活動を開始。絵画のみならず彫刻 貼り絵 デザイン 石膏なども手がける。
個性的な個展スタイルを確立し、屋外で個展を行う「sorat」空アート　お寺や寺院で行う「terat」寺アート　暗闇で個展を行い、視覚以外の感覚で個展を感じる「sense art」センスアートなどがある。また画鋲で作品を作り上げる「ピンアート」や釘、針金などを使用した作品を得意としている。
なかでも絵画作品「サンクトペテルブルグ教会」や「シャネルを着る女」「宝石の街]などがよく知られている。

## 詩集
- 平成15年2月 「隣人は河童」
- 平成22年7月 「笑葉」わば